# Улица Индрупес
Улица И́ндрупес (латыш. Indrupes iela) — улица в Латгальском предместье города Риги, в историческом районе Московский форштадт. Пролегает в северо-восточном направлении, от улицы Маскавас до улицы Ритупес.
Общая длина улицы Индрупес составляет 363 метра. Участок между улицами Маскавас и Зилупес сохраняет булыжное покрытие; остальная часть улицы асфальтирована. Средняя ширина проезжей части — 7 метров. Имеет две полосы, разрешено движение в обоих направлениях. Общественный транспорт по улице не курсирует.

## История
Улица Индрупес показана на планах города 1876 и 1884 года как безымянная (возможно, проектируемая) улица. С 1889 года упоминается под названием Литовская улица (нем. Litauerstrasse или Litausche Strasse, латыш. Leišu iela), подобно другим улицам этого района, названным в честь народов (Славянская улица — ныне улица Славу, Латышская — ныне Зилупес, Ливонская — ныне Салацас, Эстонская — ныне Ритупес).

Современное название улица получила в 1923 году; оно происходит от наименования реки Индрица (Индра, Индрупе) в юго-восточной части Латвии, правого притока Даугавы. В решении о переименовании улицы отмечено: 
Название в честь целого народа комиссия находит неподходящим для малой улицы.
К началу Второй мировой войны к улице Индрупес относилось два земельных участка. В годы немецкой оккупации улица именовалась Indritzstrasse.

## Застройка

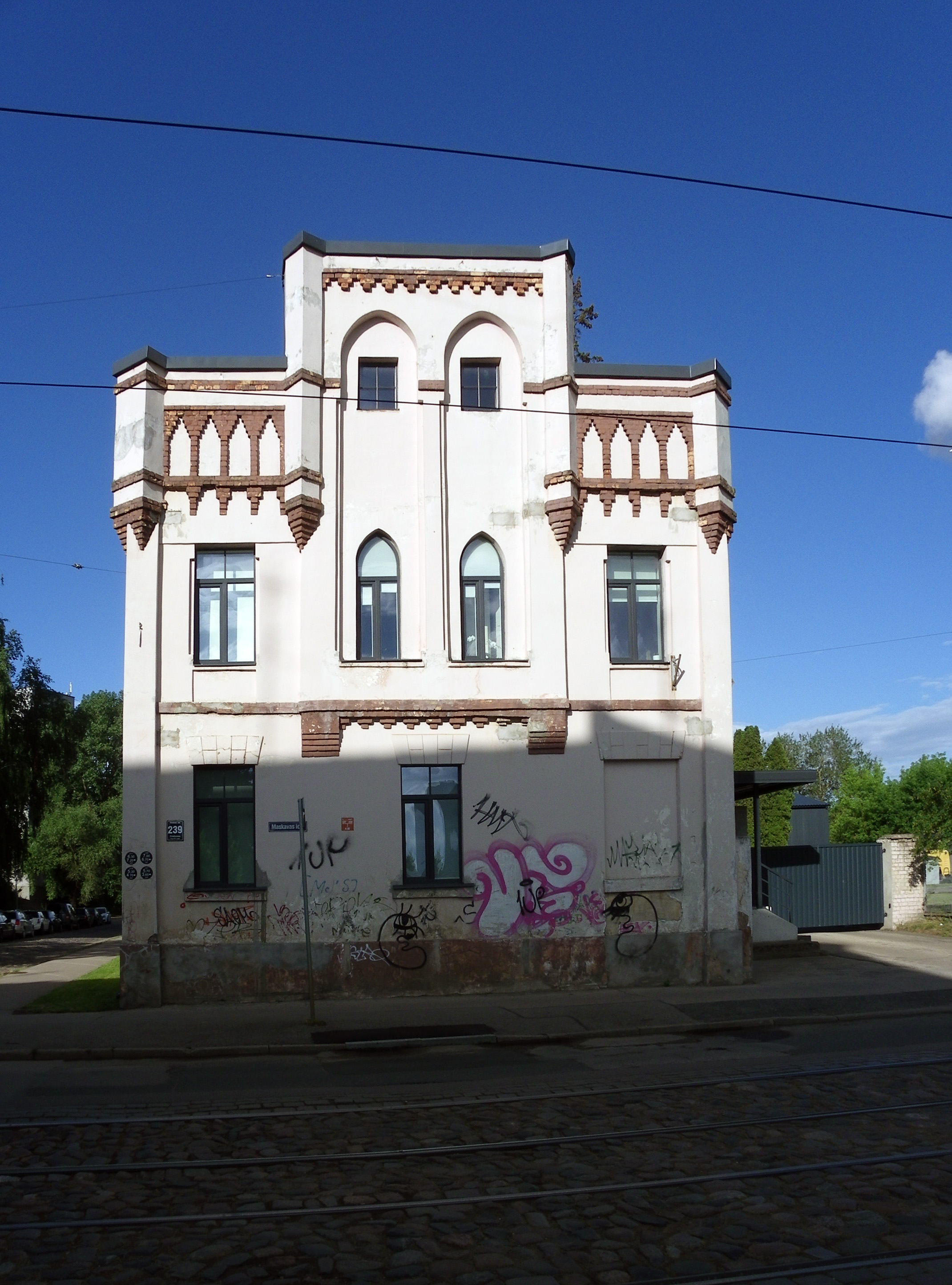
Улица Маскавас, 239

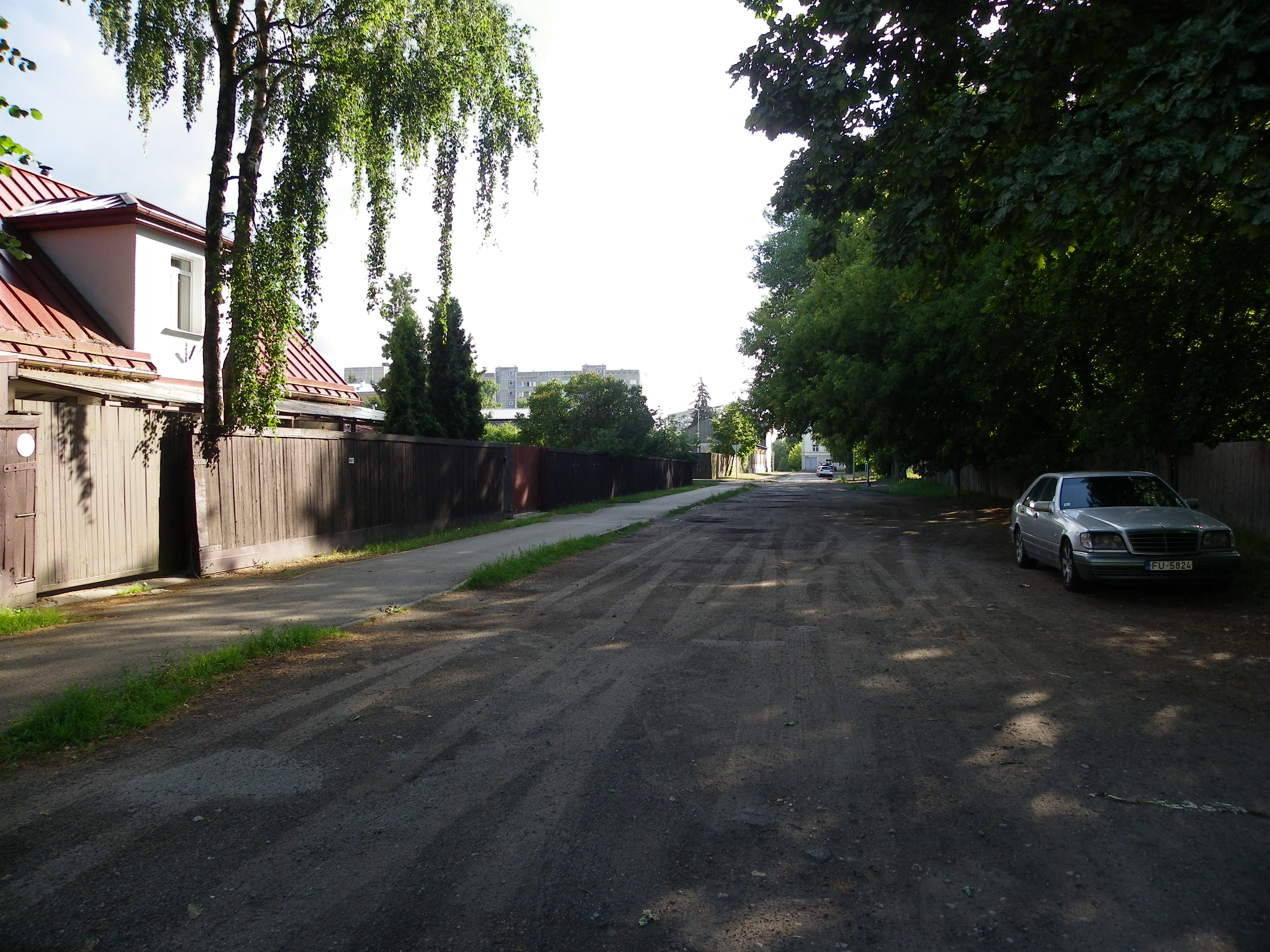
Улица Индрупес у дома № 2

Большинство зданий, прилегающих к улице Индрупес, имеют адреса по смежным улицам. В начале улицы по чётной стороне сохранилась старинная промышленная застройка с угловым конторским зданием (ул. Маскавас, 239, построен в 1898 году, архитектор Гарри Мелбарт). В советское время — экспериментальный электромеханический завод «Энерготехника».
В доме № 3, построенном на месте снесённой католической церкви Св. Антония, в 1970-е годы располагалось жилищное управление и общежитие Рижского ремонтно-строительного треста, с 1990-х годов действовала гостиница (муниципальная, позднее частная).

## Прилегающие улицы
Улица Индрупес пересекается со следующими улицами:
- улица Маскавас
- улица Зилупес
- улица Салацас
- улица Ритупес